# Nola transversata
Nola transversata är en fjärilsart som beskrevs av Robinson. Nola transversata ingår i släktet Nola och familjen trågspinnare. Inga underarter finns listade i Catalogue of Life.